# حادث تدافع احتفالات الهالوين في سول
حادث تدافع في احتفالات الهالووين في سول أو كارثة الهالووين أو فاجعة الهالووين في كوريا الجنوبية، هو تدافع حدث في 29 أكتوبر 2022 بين الجماهير خلال مهرجان هالووين في الساعة 22:20 (13:20 بتوقيت غرينتش) بالقرب من فندق هاملتون، في حي ايتوان بمدينة سول في كوريا الجنوبية. الذي أسفر عن مقتل 154 شخص وإصابة أكثر من 130 جريح. حيث أمر رئيس كوريا الجنوبية، يون سوك يول، بتشكيل لجنة للتحقيق بالحادثة عقب اجتماع طارئ، وأعلن في خطاب متلفز، الحداد الوطني، واصفاً الحادث بأنه «كارثة».

## التاريخ
يقع حي ايتوان في مركز سول، هو موقع شعبي للتجمعات، حيث تستضيف المنطقة النوادي الليلية والحانات. حضر ما يقارب 100000 شخص حدث الهالووين في أيتوان. كانت المنطقة محضورة في بداية جائحة فيروس كورونا في كوريا الجنوبية  ويعتبر حفل الهالووين أول حدث من منذ بداية الوباء لا يتطلب فيه ارتداء الكمامة.

## الحادثة
الحادثة حصلت بالساعة 22:20 بالتوقيت المحلي (KST)، على طول الزقاق بالقرب من محطة إيتوان في المخرج الثاني وفندق هاملتون. قالت وسائل الإعلام المحلية إن حشود الناس كان مزدحم في البار بسبب شائعات بأن مشاهير مجهولين كانوا حاضرين، أو بسبب توزيع الحلوى مع المخدرات في الأندية. الحارة تمتد بطول 45 متر، وبعرض 4 أمتار، وبسبب ضيق الممرات منع خدمات الطوارئ من دخول الشارع. وقال مسؤولو الطوارئ إن ما لا يقل عن 81 مكالمة قدمها الناس يعانون من صعوبات في التنفس. أظهرت الصور الفوتوغرافية ومقاطع الفيديو على وسائل التواصل الاجتماعي مشاهد مرعبة وجثث الأشخاص في الشوراع.

## الضحايا
| الدولة           | عدد الضحايا | مصادر  |
| ---------------- | ----------- | ------ |
| كوريا الجنوبية   | 129         | [ 18 ] |
| إيران            | 5           | [ 19 ] |
| الصين            | 4           | [ 20 ] |
| روسيا            | 4           | [ 21 ] |
| اليابان          | 2           | [ 22 ] |
| الولايات المتحدة | 2           | [ 23 ] |
| أستراليا         | 1           | [ 24 ] |
| النمسا           | 1           | [ 25 ] |
| فرنسا            | 1           | [ 26 ] |
| كازاخستان        | 1           | [ 27 ] |
| النرويج          | 1           | [ 28 ] |
| سريلانكا         | 1           | [ 29 ] |
| تايلاند          | 1           | [ 30 ] |
| أوزبكستان        | 1           | [ 31 ] |
| فيتنام           | 1           | [ 32 ] |
| المجموع          | 155         |        |

وقال مسؤولو سيول إن هناك 153 حالة وفاة على الأقل، مع توقع المزيد من الوفيات، لأن 24 شخصاً من الـ 100 المصابين يعانون من إصابات خطيرة. وكانت الوفيات المعروفة 97 إناث و56 من الذكور. وكان معظم القتلى مراهقين وشباب. ويقول المراقبون إن الإناث كن أشد تضرراً من الحادث بسبب صغر حجمهن، فضلا عن أزياء الهالوين الثقيلة. وأيضاً من بين القتلى أشخاص أجانب وبلغ عددهم 25 أجنبياً من 13 دولة، من بينهم 4 قتلى من كل من الصين وإيران، و3 قتلى من روسيا، وقتيل واحد من كل من الولايات المتحدة وفرنسا وأستراليا وفيتنام وأوزبكستان والنرويجوكازاخستان وسريلانكا وتايلند والنمسا. وفقًا للسلطات في سيول، تمّ الإبلاغ عن فقدان 4442 شخصًا.

## ما بعد الحادثة
بالنسبة لأماكن الجثث، تم تغطيها بصفائح زرقاء، المسعفون قاموا بالإنعاش القلبي الرئوي للناس. تم نقل بعض الجثث بعيدا عن طريق سيارات الإسعاف. قالت إدارة حريق يونغسان إن حصيلة القتلى قد يرتفع بسبب وجود مصابين في المستشفيات في جميع أنحاء المدينة. تم نقل العديد من الضحايا إلى مستشفى جامعة سونشونهيانغ، وهو بالقرب من إيتوان. حتى بعد إغلاق الاحتفالية من قبل الشرطة، استمر العديد من الأفراد في الاحتفال، غير مدركين للحادثة.
صدرت رسالة طارئة للهواتف المحمولة في مقاطعة يونغسان، حث الناس على العودة على الفور إلى ديارهم بسبب «حادث طارئ بالقرب من فندق هاميلتون في إيتوان». قالت وكالة مكافحة الحرائق قالت إن 848 موظفا موجود في قسم حالات الطوارئ، بما في ذلك 346 رجال إطفاء في جميع أنحاء البلاد، قد تم نشرهم في مكان الحادث. كما تم إرسال العديد من الشرطة العسكرية الأمريكية من القوات العسكرية الأمريكية في كوريا أيضا لتقديم المساعدة للضحايا والحفاظ على النظام العام. كما قدمت ما يقدر بنحو 355 تقرير لمفقودين في اليوم التالي. قالت الشرطة إنهم سيحددون معلومات عن الضحايا لأفراد الأسرة. كما سيتم فتح تحقيق لتحديد ما إذا كان البارات والنوادي تابع للوائح السلامة.

## ردود الأفعال

### محلياً
اقترح الرئيس يون سوك يول معالجة المصابين بسرعة ومراجعة سلامة مواقع الاحتفالات. وزار لاحقا مكان الحادث. كما أعلن الرئيس فترة حداد وطني. كما أن عمدة سيول، يا هون، الذي كان في رحلة إلى أوروبا في وقت الحادث، عاد إلى سيول. كما قدمت القوات الأمريكية تعزيزات بموقع الحادث.

### دولياً
العديد من رؤساء العالم، بمن فيهم الرئيس الأمريكي جو بايدن، رئيس الوزراء البريطاني ريشي سوناك، رئيس الوزراء الأسترالي أنتوني ألبانيز، رئيس الوزراء الكندي جاستن ترودو، الرئيس الفرنسي إيمانويل ماكرون، المستشار الألماني أولاف شولتس، ورئيس الوزراء الياباني فوميو كيشيدا، أعربوا عن تعازيهم.
- الولايات المتحدة: قال الرئيس الأميركي جو بايدن عبر حسابه في تويتر «أنا وزوجتي جيل نرسل أعمق تعازينا للأسر التي فقدت أحباءها في سول، إننا نشعر بالحزن بسبب ما يمر به شعب جمهورية كوريا ونتمنى الشفاء العاجل لجميع المصابين، وتعلن الولايات المتحدة وقوفها إلى جانب جمهورية كوريا خلال هذا الوقت المأساوي».
- المملكة المتحدة: وصف رئيس الوزراء البريطاني ريشي سوناك ما حدث بـ «أخبار مروعة قادمة من سول، كل مشاعرنا مع المستجيبين الذين يعالجون الموقف حاليًا وجميع الكوريين الجنوبيين في هذا الوقت المحزن للغاية».

### عربياً
- قطر: قالت سفارة دولة قطر في كوريا الجنوبية عبر حسابها على تويتر «تتقدم سفارة دولة قطر لدى سول بخالص التعازي والمواساة لحكومة وشعب كوريا الصديق ولعائلات الضحايا، نتيجة الحادث المؤسف الذي وقع في منطقة إيتايون. وتؤكد وقوفها إلى جانب الشعب الكوري في هذه الأوقات الصعبة».
- العراق: قالت وزارة الخارجية في بيان إنها «تعرب عن تعازيها وتضامنها مع عائلات الضحايا في هذه الظروف الصعبة، إثر حادث التدافع الذي وقع أثناء احتفالات الهالوين في منطقة إيتايون بالعاصمة سيئول، الذي أودى بحياة عدد من المدنيين وإصابة آخرين».

### شخصيات
- قالت الممثلة الأميركية جيمي كورتيس عبر حسابها في تويتر «ما حدث في سول هو مأساة رهيبة، أمر محزن أن نفقد الكثير من الشباب الذين حاولوا بحرية الاحتفال معًا، مرة أخرى يجب أن نضم أحباءنا ونجعلهم قريبين منا وقت الاحتفالات».

### أخرى
- العديد من أعمال الترفيه في كوريا الجنوبية من المنتجات أو الأحداث تم إلغائها. جميع المهرجانات في حدائق الملاهي بما في ذلك منتجع إيفرلاند في يونغين وعالم لوت تم إلغاؤه. أوقفت شركة ستاربكس أعمال الهالوين وبيع المنتجات حتى 1 نوفمبر. المتاجر بما في ذلك سي يو وجي أس 25 توقف عن بيع منتجات الهالوين، أعلن إس إم إنترتينمنت أن أحداث الهالوين المقررة لن تحدث.[53]
- تضامن نادي برشلونة الإسباني وعلق عبر حسابه في تويتر «يشعر نادي برشلونة بالحزن بسبب الأحداث المأساوية التي وقعت في سول بكوريا الجنوبية، نحن نعرب عن تعازينا لجميع الضحايا وأقاربهم».